# (134329) Cycnos
(134329) Cycnos, désignation internationale (134329) Cycnos, est un astéroïde troyen jovien.

## Description
(134329) Cycnos est un astéroïde troyen jovien, camp troyen, c'est-à-dire situé au point de Lagrange L5 du système Soleil-Jupiter. Il présente une orbite caractérisée par un demi-grand axe de 5,171 UA, une excentricité de 0,080 et une inclinaison de 17,4° par rapport à l'écliptique.
Il est nommé en référence au personnage de la mythologie grecque Cycnos, acteur du conflit légendaire de la guerre de Troie.

## Compléments